# Diego Miranda
Diego Miranda (Lisboa, 15 de janeiro de 1979) é um DJ e produtor português.
Diego Miranda é considerado um dos melhores DJs/Produtores do mundo. O artista português ocupa atualmente a 54ª posição (pelo notável 12º ano consecutivo) no ranking anual DJMAGTOP100, realizado pela revista britânica DJMAG, que é um ranking altamente respeitado dos melhores DJs do mundo. Diego Miranda também foi nomeado o melhor DJ de Portugal pela revista portuguesa de música eletrônica 100% Deejay.
Diego Miranda já actuou para mais de 25 milhões de pessoas na Ásia e na América do Sul e tocou em alguns dos maiores festivais de música eletrônica do mundo, incluindo o Tomorrowland na Bélgica, o Ultra Miami e o Rock in Rio. Ele também é residente em algumas das melhores casas noturnas do mundo, como Ushuaia, Hi Ibiza, GreenValley no Brasil e Octagon na Coreia do Sul. 
Este ano, Diego Miranda se apresentará no Tomorrowland pelo sexto ano consecutivo, que é considerado o maior evento de música eletrônica do mundo. O artista também estará presente no Tomorrowland Brasil.
Ao longo de sua carreira, Diego Miranda produziu muitos sucessos, incluindo "Nashville", uma colaboração com Dimitri Vegas e Like Mike, e "Boomshakalak", que alcançou o primeiro lugar no Beatport (o maior portal de vendas 
de música eletrônica) e se tornou a música mais tocada no canal de música 1001 Tracklist. Diego Miranda colaborou com muitos artistas renomados na indústria. 
Suas últimas colaborações são "Esta Si" com Vini Vici na Smash the House. Ele também colaborou com a lenda francesa do futebol Djibril Cissé em "Oh My God", lançado na Smash the House. "Mirrors" foi outra incrível colaboração com Sevenn e recentemente Diego lançou "Together" e "Thirteen" com Massivedrum em sua própria gravadora, Less is More Records, que tem tocado pelo mundo. 
O single seu single mais recente "With U" feat. Mia Martina, já ultrapassou 1 milhão de visualizações no YouTube. O videoclipe, com imagens impressionantes do forte de Nazaré em Portugal e uma performance de Diego Miranda, está sendo transmitido em todo o mundo.
Sem esquecer seu remix oficial recente "Melhor De Mim", uma das maiores músicas portuguesas celebradas pela maior cantora portuguesa Mariza, que tem sido um sucesso em Portugal. 
Diego foi o primeiro DJ português a ter uma residência semanal em Ibiza neste verão, no icônico Beach Club Bora Bora (o primeiro clube de praia de Ibiza), trazendo vários DJs Top de todo o mundo.
Diego Miranda também foi convidado a fazer parte da coleção DJGenerates Superstars NFT, apresentando alguns dos melhores DJs do mundo e artistas de música eletrônica, marcando um momento histórico em que eles serão mortalizados juntos na blockchain.Além de sua bem-sucedida carreira como DJ e produtor de música, 
Diego Miranda começou como DJ aos catorze anos e rapidamente se destacou com seu estilo único e performances inesquecíveis. Desde então, ele criou seu próprio caminho como produtor, explodindo na cena com sucessos como "Ibiza for Dreams" e "Girlfriend", que dominaram as rádios nacionais por semanas.
A paixão de Diego Miranda pela música e sua habilidade como DJ/produtor lhe renderam inúmeros prêmios e reconhecimentos, incluindo ser o único DJ português indicado como Melhor Artista Português da MTV por dois anos consecutivos.
Ele também é fundador do selo digital "Less is More Records", onde promove outros talentos nacionais e internacionais além de apresentar seu próprio trabalho.
Do estúdio às pistas de dança e das pistas de dança ao estúdio, as performances de Diego Miranda são inesquecíveis, deixando o público em um estado de êxtase total com seu estilo exclusivo e único. Ele é um artista que vive sua paixão e sente a magia das emoções, batida após batida, durante suas apresentações.
Diego Miranda é um talento excepcional com potencial ilimitado, e para ele "O melhor ainda está por vir!"

## Discografia
- 2010 - Ibiza For Dreams
- 2012 - Do It
- 2013 - Say Yeah
- 2014 - Believer
- 2014 - Persia
- 2014 - Letting Go
- 2015 - Turn The Lights Out
- 2015 - Tequila
- 2016 - Crystalized
- 2016 - Nashville
- 2016 - Shiver
- 2017 - Deeper
- 2017 - Never Surrender
- 2018 - Boomshakalak
- 2018 - Slumber
- 2018 - Someone Like You
- 2018 - Orca
- 2018 - One More Mile
- 2018 - Selecta
- 2019 - Elev8
- 2019 - Disco Shit
- 2019 - Hakuna Matata